# Cornes du Chamois
Les Cornes du Chamois sont un sommet de France situé en Haute-Savoie, sous le pic de Tenneverge dont il constitue une antécime, entre le cirque du Fer-à-Cheval et celui du Bout du Monde. Ses deux pointes rocheuses se dressant au-dessus de la vallée du Giffre en font un des sommets emblématiques de Sixt-Fer-à-Cheval.

## Ascension
La corne nord-est est gravie pour la première fois le 20 juillet 1905 par Émile-Robert Blanchet aidé des guides Alexandre Bochatay et Émile Revaz ; Émile-Robert Blanchet réalise la première de la corne sud-ouest (2 523 m) le 4 octobre 1925 avec les guides Armand Charlet et Antoine Ravanel.